# Сираев, Габдрахман Хусаенович
Габдрахман Хусаенович Сираев (25 сентября 1922, Белебеевский район — 5 января 2004, Верхнеяркеево, Башкортостан или Илишевский район, Башкортостан) — советский хозяйственный, государственный и политический деятель. Член КПСС. Избирался депутатом Верховного Совета СССР 7-го созыва.

## Биография
Родился в 1922 году в деревне Тупеево Белебеевского кантона.
С 1942 года — на хозяйственной, общественной и политической работе. В 1942—1984 гг. — учитель Тупеевской семилетней школы, помощник начальника политического отдела Телекеевской МТС, председатель районного планового отдела исполнительного комитета, председатель колхоза «Урожай», секретарь партийного комитета, заместитель директора Яркеевской МТС, председатель колхоза им. Я. М. Свердлова, директор Андреевской МТС, председатель районного союза потребительских обществ, председатель колхоза «Башкортостан» Илишевского района Башкирской АССР.
Умер 5 января 2004 года селе Верхнеяркеево, административном центре Илишевского района.

## Награды
Ордена Ленина (1966, 1976), Октябрьской Революции (1971), Трудового Красного Знамени (1973, 1981), «Знак Почёта» (1957).